# Hato del Yaque
Hato del Yaque es un distrito municipal de Santiago de los Caballeros en la provincia Santiago, República Dominicana. 
Las autoridades distritales la encabeza su actual Director, Fermín Rojas Noesí quien ocupa el cargo desde el 24 de abril del año 2016 hasta el 2020 ( primer Período) y reelecto para un 2.º 2020-2024.

## Localización
Está situado a 8 kilómetros al suroeste de la ciudad de Santiago de los Caballeros, al noreste de San José de las Matas, al sur de Villa Gonzales, al este del distrito municipal La Canela y al noroeste del municipio de Janico.

## Datos básicos
- Superficie 39.3 kilómetros cuadrados
- Hato del Yaque fue nombrado distrito municipal el jueves 27 de marzo del año 2003.
- Su población cuenta entre los 30,000 y/ó los 50,000 habitantes. La población de Hato del Yaque en el 2002 era de 25,816 ha, de los cuales 18,354 vivían en el centro urbano y 7,462 en la zona rural.

## Reseña histórica
Hato del Yaque unas décadas atrás era un área agrícola y rural en su totalidad con viviendas dispersas y distanciadas, pero hoy en día las cosas han cambiado, ya que desde los años ochenta empezaron a inmigrar gentes de otros pueblos.
En 1979 el huracán David destruyó numerosas residencias a lo largo del Río Yaque en la ciudad de Santiago de los Caballeros. Estas personas fueron alojadas en Hato del Yaque, en un área residencial construida por el gobierno Dominicano y de la provincia de Santiago. Esta área residencial consta de 6 calles y una calle principal. Hoy en día esta comunidad se ha convertido en distrito municipal.

## Secciones
Las secciones del distrito municipal de Hato del Yaque son:
1. El Flumen (Hato del Yaque Arriba)
2. Hato Del Yaque
3. Villa Bao
4. Guayacanal
5. Villa tabacalera

Los sectores que componen el centro cabecera de Hato del Yaque son:
1. Monseñor Eliseo Pérez Sánchez
2. Villa Progreso
3. Urb. Dr. Grullón
4. La Mina
5. Hermanas Mirabal
6. El Tamarindo
7. San Antonioc
8. La Paz
9. Las Colinas
10. Los Jiménez
11. El Portón
12. Los Letreros
13. Los Guandules
14. Villa Fátima
15. La Rinconada
16. Praderas del Yaque
17. Villa tabacalera
18. Tres Pasitos.
19. Brisa del yaque

- Datos: Q5681730
- Multimedia: Hato del Yaque (Santiago de los Caballeros) / Q5681730